# غيلبرتو أندريس روميرو بينو
غيلبرتو أندريس روميرو بينو هو فنان كوبي، ولد في 16 نوفمبر 1948 في هافانا في كوبا.